# أوكوتة غابونية
الأوكوتة الغابونية (الاسم العلمي:Ocotea gabonensis) هي نوع من النباتات تتبع جنس الأوكوتة من الفصيلة الغارية.